# Americano (2011)
Americano ist ein 2011 veröffentlichtes filmisches Melodrama aus Frankreich, dessen Drehbuchautor und Regisseur Mathieu Demy war. Neben ihm selbst in der Hauptrolle sind in weiteren Rollen Geraldine Chaplin, Salma Hayek and Chiara Mastroianni zu sehen. Demys Mutter, Agnès Varda, die selbst Filmemacherin ist, wirkte hierbei als Produzentin mit.

## Handlung
Die Beziehung von Martin und Claire befindet sich in einer Sackgasse. Der plötzliche Tod seiner Mutter führt Martin plötzlich zurück nach Los Angeles, wo er sich um die Formalitäten des Nachlasses kümmern muss. Dort hatte er auch die ersten Jahre seiner Kindheit verbracht. Linda, eine Freundin seiner Mutter, bringt ihn zum Haus seiner Mutter. Als er sich dort einrichtet, kommen einige Erinnerungen aus seiner Kindheit wieder zum Vorschein, die Martin zur Last fallen. Nachdem er von einem Nachbarn einige Hinweise bekommen hat, fährt er nach Tijuana in Mexiko, wo er hofft, Lola zu finden, eine enge Freundin seiner Mutter. Er findet sie schließlich im Club Americano, wo Lola als Tänzerin arbeitet. Zusammen gehen sie der Frage nach, was Martin mit seiner Mutter verbindet und warum sie ihm fremd geworden war.

## Veröffentlichung
Die Premiere des Films erfolgte auf dem Toronto International Film Festival am 8. September 2011. Im selben Monat wurde der Film auch auf dem San Sebastián International Film Festival gezeigt, wo er für den Wettbewerb um den Kutxa-New Directors Award eingereicht wurde. Im Oktober desselben Jahres wurde er auch auf dem 55. London Film Festival gezeigt. 2012 lief der Film schließlich auch auf dem Filmfest München. Am 25. August 2014 wurde der Film erstmals im deutschen Fernsehen auf Arte gezeigt.

## Rezeption
Die Neue Osnabrücker Zeitung gab dem Film 4 von 6 Sternen und beschrieb den Film als „Frankreichs Filmerbe in der nächsten Generation“. Mathieu Demy würde mit einer „cineastische[n] Hommage“ seine Eltern Jacques Demy und Agnès Varda zitieren, vor allem aus „Lola“ (1960) und „The Model Shop“ (1968). Trotz der Auftritte vieler Weggefährten und Stars in Nebenrollen sei der Film nur „ein etwas ziellos wirkendes Roadmovie“.

## Randnotizen
Die Erinnerungsszenen an Martins Kindheit in Los Angeles stammen von Demys Mutter Agnès Varda. In ihrem Film Documenteur von 1981 tritt Demy als Kind auf.